# Mahdí Lasín
Mahdí Lasín (Medhi Gregory Giuseppe Lacen; arabsky مدحي لحسن‎; * 15. března 1984, Paříž, Francie) je alžírský fotbalový záložník a reprezentant francouzského původu, který působí od roku 2011 v klubu Getafe CF.

## Reprezentační kariéra
Reprezentuje Alžírsko, v národním týmu „pouštních lišek“ (jak se alžírské fotbalové reprezentaci přezdívá) debutoval 3. března 2010 v přátelském utkání proti Srbsku (porážka 0:3).
Zúčastnil se Mistrovství světa 2010 v Jihoafrické republice.

Bosenský trenér Alžírska Vahid Halilhodžić jej vzal na Mistrovství světa 2014 v Brazílii, kde Alžírsko vypadlo v osmifinále s Německem po výsledku 1:2 po prodloužení.